# VIII Państwowe Liceum i Gimnazjum im. Króla Kazimierza Wielkiego we Lwowie
VIII Państwowe Liceum i Gimnazjum im. Króla Kazimierza Wielkiego we Lwowie – polska szkoła z siedzibą we Lwowie w okresie II Rzeczypospolitej, od 1938 o statusie gimnazjum i liceum ogólnokształcącego.

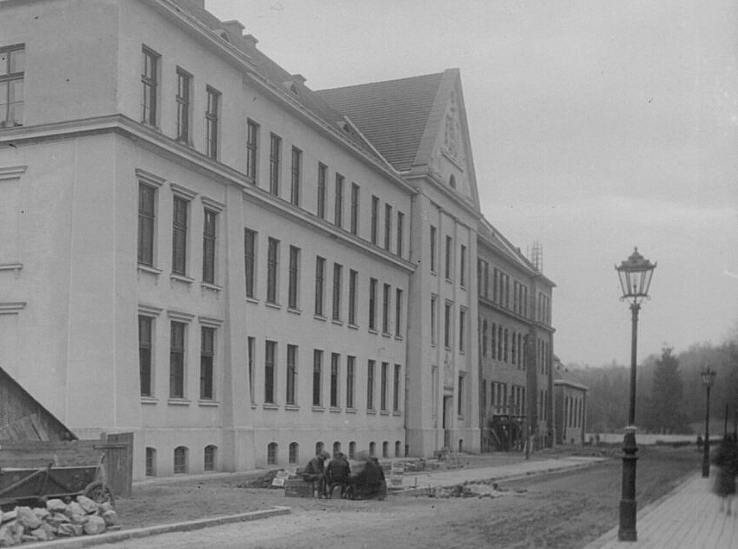
Budynek gimnazjum przy ul. Dwernickiego

## Historia
Pierwotnie w okresie zaboru austriackiego w 1905 przy ul. Czarnieckiego 8 została utworzona filia C. K. V Gimnazjum we Lwowie, a w 1908 z klas równoległych tejże powstało samoistne C. K. VIII Gimnazjum we Lwowie. 22 maja 1911 w szkole została utworzona pierwsza polska drużyna harcerska im. Tadeusza Kościuszki, założona przez Andrzeja i Olgi Małkowskich.
Po odzyskaniu przez Polskę niepodległości władze II Rzeczypospolitej utworzyły „VIII Gimnazjum Realne im. Jędrzeja Śniadeckiego we Lwowie”, które w roku szkolnym 1920/1921 działało w budynku przy ul. Czarnieckiego 8, będącym własnością Mojżesza Lublinera. Ówczesna siedziba szkoły mieściła się na rogu ulic Czarnieckiego i Łyczakowskiej, w pobliżu kościoła bernardynów oraz kościoła sióstr Klarysek. W wyniku wydzielenia filii VIII Państwowego Gimnazjum we Lwowie w 1919 powstało X Państwowe Gimnazjum im. Henryka Sienkiewicza we Lwowie. W latach 20. VIII Gimnazjum zostało przemianowane na „VIII Państwowe Gimnazjum im. Króla Kazimierza Wielkiego we Lwowie”, które od 1 września 1925 funkcjonowało w gmachu własnym przy ul. Dwernickiego 8, zbudowanym na koszta państwa (gmach mieścił się w dzielnicy Snopków obok Żelaznej Wody i Szkoły Przemysłowej). Gimnazjum działało w typie matematyczno-przyrodniczym. W 1926 w gimnazjum prowadzono osiem klas w 12 oddziałach, w których uczyło się 444 uczniów wyłącznie płci męskiej. W 1935 szkoła przeniosła się do nowego gmachu przy ul. Dwernickiego 17 i pozostawała pod tym adresem do 1939Do 1939 szkoła mieściła się pod adresem ulicy (obecna ulica Swencyćkoho). Uczniami gimnazjum byli głównie osoby pochodzące z dzielnicy Łyczaków.
Zarządzeniem Ministra Wyznań Religijnych i Oświecenia Publicznego Wojciecha Świętosławskiego z 23 lutego 1937 „VIII Państwowe Gimnazjum im. Króla Kazimierza Wielkiego we Lwowie ” zostało przekształcone w „VIII Państwowe Liceum i Gimnazjum im. Króla Kazimierza Wielkiego we Lwowie ” (państwową szkołę średnią ogólnokształcącą, złożoną z czteroletniego gimnazjum i dwuletniego liceum), a po wejściu w życie tzw. reformy jędrzejewiczowskiej szkoła miała charakter męski, a wydział liceum ogólnokształcącego był prowadzony w typie matematyczno-fizycznym i przyrodniczym.
Po 1939 w czasie okupacji sowieckiej gimnazjum przekształcono w Średnią Szkołę Nr 14 z polskim językiem wykładowym.

## Dyrektorzy
- Stanisław Schneider (1908-)[1]
- dr Ludwik Jaxa-Bykowski (1917-1918, jako kierownik)[1]
- dr Antoni Kurpiel (-1919, zmarł)[1][10]
- Władysław Dropiowski (1919)
- dr Benon Janowski (1919-1920)[2]
- Władysław Dropiowski[1]
- dr Jan Pyszkowski[1]
- Celestyn Lachowski (ok. 1925)[1][2]
- Bronisław Aleksander Duchowicz (1 VIII 1925 -)[11][1]
- Jan Rogowski[2]

## Nauczyciele
- Kazimierz Brończyk
- dr Mieczysław Gawlik
- dr Stanisław Homme
- Marian Janelli
- Marian Kukiel
- Czesław Nanke
- Bolesław Pochmarski
- Marceli Prószyński
- Aleksander Rutkowski
- Ferdynand Śliwa
- Leopold Wołowicz
- Jan Zakrzewski (1931-1939)

## Uczniowie i absolwenci
| Absolwenci - Władysław Dajewski – nauczyciel (1909) - Adam Eustachiewicz – oficer (1914) - Leopold Kielanowski – aktor, reżyser, pisarz (1925) - Tadeusz Kuczyński – chemik (1909) - Zbigniew Kupiec – architekt (1923) - Zygmunt Filip Manowarda – stomatolog, oficer (1909) - Stanisław Nowakowski – harcerz (1918) - Kazimierz Partyka – oficer (1911) - Herman Zdzisław Scheuring – lekarz, oficer (1913) - Kazimierz Stepan – inżynier, oficer (1910) - Wacław Szybalski – naukowiec (1939) - Stanisław Weber – oficer (1924) - Antoni Żychiewicz – oficer (1937) |  | Uczniowie - Jerzy Albrycht - matematyk - Aleksander Bader – inżynier - Tadeusz Felsztyn – oficer, fizyk - Roman Hayder – orlę lwowskie - Zbigniew Herbert – poeta - Stanisław Kuniczak – generał - Tadeusz Kurpiel – żołnierz Legionów Polskich, kawaler Virtuti Militari - Stefan Legeżyński – geograf, dziennikarz, poeta. - Władysław Matuszkiewicz – botanik - Jerzy Michotek – aktor - Zdzisław Ruziewicz – fizykochemik - Witold Scheuring – prawnik, oficer |